# Grande Prêmio dos Estados Unidos de 1977
Resultados do Grande Prêmio dos Estados Unidos de Fórmula 1 realizado em Watkins Glen em 2 de outubro de 1977. Décima quinta e antepenúltima etapa do campeonato, nele o britânico James Hunt, da McLaren-Ford, repetiu a vitória do ano anterior. Também subiram ao pódio o norte-americano Mario Andretti, da Lotus-Ford, e o sul-africano Jody Scheckter, da Wolf-Ford. Em quarto lugar chegou Niki Lauda, da Ferrari, cujo resultado garantiu-lhe o bicampeonato mundial.

## Resumo
Pela primeira vez na história, a corrida norte-americana seria realizada antes do Grande Prêmio do Canadá, que aconteceria uma semana depois. Niki Lauda liderava o campeonato após a corrida de Monza com 69 pontos, enquanto Jody Scheckter somava 42 como vice-líder. Com nove pontos em jogo em Watkins Glen, Lauda precisa apenas de um ponto em qualquer uma das três últimas corridas para conquistar o título, enquanto Scheckter precisava vencer todos para ter uma chance mínima em relação ao título.
Embora tenha conquistado o bicampeonato mundial por antecipação, o relacionamento entre Niki Lauda e a Ferrari chegou ao fim com a decisão do austríaco em correr pela Brabham a partir de 1978, anúncio feito antes mesmo de conquistar seu segundo título.

## Classificação da prova
| Pos. | Nº | Piloto                | Construtor         | Voltas | Tempo/Diferença   | Grid | Pontos |
| ---- | -- | --------------------- | ------------------ | ------ | ----------------- | ---- | ------ |
| 1    | 1  | James Hunt            | McLaren-Ford       | 59     | 1:58:23.267       | 1    | 9      |
| 2    | 5  | Mario Andretti        | Lotus-Ford         | 59     | + 2.026           | 4    | 6      |
| 3    | 20 | Jody Scheckter        | Wolf-Ford          | 59     | + 1:18.879        | 9    | 4      |
| 4    | 11 | Niki Lauda            | Ferrari            | 59     | + 1:40.615        | 7    | 3      |
| 5    | 22 | Clay Regazzoni        | Ensign\|-Ford      | 59     | + 1:48.138        | 19   | 2      |
| 6    | 12 | Carlos Reutemann      | Ferrari            | 58     | + 1 volta         | 6    | 1      |
| 7    | 26 | Jacques Laffite       | Ligier-Matra       | 58     | + 1 volta         | 10   |        |
| 8    | 24 | Rupert Keegan         | Hesketh-Ford       | 58     | + 1 volta         | 20   |        |
| 9    | 16 | Jean-Pierre Jarier    | Shadow-Ford        | 58     | + 1 volta         | 16   |        |
| 10   | 30 | Brett Lunger          | McLaren-Ford       | 57     | + 2 voltas        | 17   |        |
| 11   | 18 | Hans Binder           | Surtees-Ford       | 57     | + 2 voltas        | 25   |        |
| 12   | 7  | John Watson           | Brabham-Alfa Romeo | 57     | + 2 voltas        | 3    |        |
| 13   | 28 | Emerson Fittipaldi    | Fittipaldi-Ford    | 57     | + 2 voltas        | 18   |        |
| 14   | 4  | Patrick Depailler     | Tyrrell-Ford       | 56     | + 3 voltas        | 8    |        |
| 15   | 9  | Alex Dias Ribeiro     | March-Ford         | 56     | + 3 voltas        | 23   |        |
| 16   | 3  | Ronnie Peterson       | Tyrrell-Ford       | 56     | + 3 voltas        | 5    |        |
| 17   | 25 | Ian Ashley            | Hesketh-Ford       | 55     | + 4 voltas        | 22   |        |
| 18   | 27 | Patrick Nève          | March-Ford         | 55     | + 4 voltas        | 24   |        |
| 19   | 19 | Vittorio Brambilla    | Surtees-Ford       | 54     | + 5 voltas        | 11   |        |
| Ret  | 15 | Jean-Pierre Jabouille | Renault            | 30     | Alternador        | 14   |        |
| Ret  | 6  | Gunnar Nilsson        | Lotus-Ford         | 17     | Acidente          | 12   |        |
| Ret  | 8  | Hans-Joachim Stuck    | Brabham-Alfa Romeo | 14     | Acidente          | 2    |        |
| Ret  | 10 | Ian Scheckter         | March-Ford         | 10     | Acidente          | 21   |        |
| Ret  | 2  | Jochen Mass           | McLaren-Ford       | 8      | Bomba de gasolina | 15   |        |
| Ret  | 14 | Danny Ongais          | Penske-Ford        | 6      | Acidente          | 26   |        |
| Ret  | 17 | Alan Jones            | Shadow-Ford        | 3      | Acidente          | 13   |        |
| DNQ  | 23 | Patrick Tambay        | Ensign\|-Ford      |        |                   |      |        |

## Tabela do campeonato após a corrida
| Pos.   | Piloto           | Pontos |
| ------ | ---------------- | ------ |
| 1      | Niki Lauda       | 72     |
| 2      | Mario Andretti   | 47     |
| 3      | Jody Scheckter   | 46     |
| 4      | Carlos Reutemann | 36     |
| 5      | James Hunt       | 31     |
| Fonte: |                  |        |

| Pos.   | Construtor         | Pontos  |
| ------ | ------------------ | ------- |
| 1      | Ferrari            | 89 (91) |
| 2      | Lotus-Ford         | 62      |
| 3      | McLaren-Ford       | 47      |
| 4      | Wolf-Ford          | 46      |
| 5      | Brabham-Alfa Romeo | 27      |
| Fonte: |                    |         |

- Nota: Somente as primeiras cinco posições estão listadas e os campeões da temporada surgem grafados em negrito. As dezessete etapas de 1977 foram divididas em um bloco de nove e outro de oito corridas onde cada piloto descartava um resultado por bloco e no mundial de construtores computava-se apenas o melhor resultado de cada equipe por prova.